# Dumb Money
Dumb Money es una película estadounidense de comedia dramática biográfica dirigida por Craig Gillespie. El guion fue escrito por Lauren Schuker Blum y Rebecca Angelo, basado en el libro «The Antisocial Network: The GameStop Short Squeeze and the Ragtag Group of Amateur Traders That Brought Wall Street to Its Knees» de Ben Mezrich. La película relata la historia del «short squeeze» de GameStop ocurrido en enero de 2021 y cuenta con un reparto coral que incluye a Paul Dano, Sebastian Stan, Seth Rogen y Pete Davidson. Teddy Schwarzman, Aaron Ryder y Gillespie están a cargo de la producción del proyecto. 
Dumb Money se estrenó en cines de forma limitada el 15 de septiembre de 2023, antes de expandirse el 29 de septiembre de 2023, distribuida por Stage 6 Films y Sony Pictures Releasing.

## Reparto
- Paul Dano como Keith Gill
- Pete Davidson como Kevin Gill
- Vincent D'Onofrio como Steve Cohen
- America Ferrera como Jennifer Campbell
- Nick Offerman como Ken Griffin
- Anthony Ramos como Marcus
- Sebastian Stan como Vlad Tenev
- Shailene Woodley como Caroline Gill
- Seth Rogen como Gabe Plotkin
- Dane DeHaan como el jefe de Marcus
- Myha'la Herrold como Riri
- Rushi Kota como Baiju Bhatt
- Talia Ryder como Harmony

## Producción

### Desarrollo
En enero de 2021 se anunció que Metro-Goldwyn-Mayer había adquirido los derechos de una propuesta de libro de Ben Mezrich sobre el reciente "short squeeze" de GameStop, titulado The Antisocial Network. Los productores Michael De Luca, conocido por su trabajo en The Social Network (2010), la adaptación cinematográfica de la novela de Mezrich The Accidental Billionaires, y Aaron Ryder se sumaron al proyecto. En mayo de 2021, se anunció que Lauren Schuker Blum y Rebecca Angelo serían las encargadas de escribir el guion, y Cameron y Tyler Winklevoss, quienes fueron protagonistas en The Accidental Billionaires y The Social Network, se unieron como productores ejecutivos. En abril de 2022, se confirmó a Craig Gillespie como director, con la intención de comenzar a filmar más adelante ese mismo año, posiblemente en verano u otoño. En septiembre, se informó que la película cambiaría de título a Dumb Money, y la producción estaba programada para iniciar en octubre. En esta etapa, Michael De Luca y MGM se retiraron del proyecto, mientras que Black Bear Pictures se encargó del financiamiento y tenía previsto buscar compradores en el Festival Internacional de Cine de Toronto. En octubre de 2022, Sony Pictures, que estuvo involucrada en The Social Network, adquirió los derechos de distribución nacional y selectos internacionales de la película.

### Reparto
En septiembre de 2022, se confirmó la participación de Paul Dano, Seth Rogen, Sebastian Stan y Pete Davidson como protagonistas. Rogen y Stan habían colaborado previamente con Gillespie en la miniserie Pam & Tommy (2022), y Stan también había protagonizado la película de Gillespie, I, Tonya (2017). Al mes siguiente, se unieron al elenco Shailene Woodley, Anthony Ramos, Vincent D'Onofrio, Dane DeHaan, Myha'la Herrold, America Ferrera, Rushi Kota, Nick Offerman y Talia Ryder.

## Estreno
Dumb Money fue estrenada en cines de Estados Unidos el 15 de septiembre de 2023 por Sony Pictures Releasing bajo el sello de Stage 6 Films, mientras que a nivel internacional es distribuida por Sony, Black Bear International y otros distribuidores independientes. Inicialmente, se había planeado que la distribución corriera a cargo de Metro-Goldwyn Mayer. Se había anunciado que la película se estrenaría el 20 de octubre de 2023.